# Danmark ved VM i floorball for herrer 2016
Danmark ved VM i floorball for herrer 2016 er en oversigt over Danmarks resultater ved VM i floorball for herrer 2016, der blev afviklet i Letland fra den 3. til den 11. december. Danmark havde kvalificeret sig via den europæiske kvalifikation. Placeringen var den bedste placering for Danmark siden 2000.

## Kvalifikation

### Truppen

#### Målmænd
- David de Fries, Benløse Floorball
- Michael Ejlerskov, Copenhagen FC

#### Forsvar
- Jannik Trolle, Rødovre Floorball Club
- Marko Krogsgaard, Rødovre Floorball Club
- Daniel MacCabe, Benløse Floorball
- Mathias de Fries, Benløse Floorball
- Niklas Elfving, Benløse Floorball
- Rasmus Overgaard, AaB Floorball Klub
- Claus Nisbeth, Copenhagen FC

#### Angreb
- Stefan Hedorf, Hvidovre Attack FC
- Niklas Jensen, Brønderslev Hot Shots FC
- Brian Nielsen, Brønderslev Hot Shots FC
- Emil Kristensen, Rødovre Floorball Club
- Jannik Dalkvist, Rødovre Floorball Club
- Mikkel Skov, Sunds Seahawks
- Søren Holm, Sunds Seahawks
- Kenneth Danielsen, Copenhagen FC
- Nikolaj Parbo, Copenhagen FC
- Jesper Roland, Benløse Floorball
- Andreas Nygaard, Frederikshavn Blackhawks

### Kvalkampe
Danmark - Holland 9-2 (3-2, 3-0, 3-0)
Skud 57-10
Tilskuere: 90
Danmark - Finland 2-9 (1-2, 0-4, 0-3)
Skud: 14-36
Tilskuere: 275
Danmark - Estland 2-7 (0-4, 1-2, 1-1)
Skud: 32-28
Tilskuere: 785
Danmark - Østrig 19-2 (10-0, 4-0, 5-2)
Skud: 48-25
Tilskuere: 80

### Stilling
|    | Team    | M | W | T | L | GF-GA | PTS |
| 1. | FINLAND | 4 | 4 | 0 | 0 | 66-5  | 8   |
| 2. | ESTLAND | 4 | 3 | 0 | 1 | 26-20 | 6   |
| 3. | DEN M   | 4 | 2 | 0 | 2 | 32-30 | 4   |
| 4. | AUT M   | 4 | 1 | 0 | 3 | 11-54 | 2   |
| 5. | NED M   | 4 | 0 | 0 | 4 | 7     |     |

Danmark kvalificeret til VM

#### Topscorere
| spiller           | kampe | mål | ass | pts |
| ----------------- | ----- | --- | --- | --- |
| Brian Nielsen     | 4     | 8   | 3   | 11  |
| Niklas Juul       | 4     | 3   | 8   | 11  |
| Stefan Hedorf     | 4     | 5   | 4   | 9   |
| Mikkel Skov       | 4     | 5   | 3   | 8   |
| Kenneth Danielsen | 4     | 4   | 0   | 4   |
| Emil Kristensen   | 4     | 3   | 1   | 4   |
| Jannik Trolle     | 4     | 0   | 4   | 4   |
| Rasmus Overgaard  | 4     | 2   | 1   | 3   |
| Claus Nisbeth     | 4     | 1   | 2   | 3   |
| Nikolaj Parbo     | 4     | 1   | 0   | 1   |
| Mathias de Fries  | 4     | 0   | 1   | 1   |
| Marko Krogsgaard  | 4     | 0   | 1   | 1   |
| Daniel MacCabe    | 4     | 0   | 1   | 1   |

## VM

### Truppen
Målmænd
- Mike Trolle, Rødovre Floorball Club
- David de Fries, Benløse Floorball

Forsvar
- Claus Nisbeth, Copenhagen FC
- Daniel MacCabe, Benløse Floorball
- Marko Krogsgaard, Rødovre Floorball Club
- Jannik Trolle, Rødovre Floorball Club
- Mathias de Fries, Benløse Floorball
- Rasmus Overgaard, Brønderslev Hot Shots FC
- Daniel Nygaard, Frederikshavn Blackhawks

Angreb
- Stefan Hedorf, Hvidovre Attack FC
- Andreas Glad, Brønderslev Hot Shots FC
- Emil Kristensen, Rødovre Floorball Club
- Mikkel Skov, Sunds Seahawks
- Kenneth Danielsen, Copenhagen FC
- Brian Nielsen (C), Skanderborg Real Killerbees
- Mathias Glass, Benløse Floorball
- Steffen Jensen, Brønderslev Hot Shots FC
- Lukas Eldholm, Lillian IBK
- Jacob Bøge, Benløse Floorball
- Jesper Roland, Benløse Floorball

## Kampe[1]

### Puljen
Danmark - Australien 8-1 (3-0, 4-1, 1-9)
Skud:27-15
Tilskuere: 145
Danmark - Polen 4-2 (2-1, 1-1, 1-0)
Skud 30-30
Tilskuere: 316
Danmark - Slovakiet 5-2 (0-0, 2-0, 3-2)
Skud 19-16
Tilskuere: 457

### Play off
Danmark - Letland 6-5 ps (2-0, 0-4, 3-0, 0-0, 1-0)
Skud 22-36
Tilskuere: 2.633

### Kvartfinale
Danmark - Finland 0-7 (0-1,0-4, 0-2)
Skud: 10-25
Tilskuere: 3.422

### Placeringskampe

#### 5-8 plads
Danmark - Estland 6-5 OT (2-0, 3-1, 0-4, 1-0)
Skud: 10-29
Tilskuere: 1.326

#### 5-6 plads
Danmark - Norge 5-4 ps (0-2, 1-0, 3-2, 1-0)
Skud: 20-29
Tilskuere:2.297

## Dansk topscorer
| Spiller           | Kampe | Mål | Ass | Point |
| ----------------- | ----- | --- | --- | ----- |
| Andreas Glad      | 7     | 7   | 3   | 10    |
| Stefan Heorf      | 7     | 4   | 4   | 8     |
| Mikkel Skov       | 7     | 6   | 1   | 7     |
| Emil Kristensen   | 7     | 2   | 4   | 6     |
| Daniel MacCabe    | 7     | 1   | 5   | 6     |
| Lukas Eldholm     | 7     | 4   | 1   | 5     |
| Steffen Jensen    | 7     | 3   | 2   | 5     |
| Jannik Trolle     | 7     | 2   | 2   | 4     |
| Claus Nisbeth     | 7     | 1   | 2   | 3     |
| Brian Nielssen    | 7     | 1   | 2   | 3     |
| Rasmus Overgaard  | 7     | 0   | 2   | 2     |
| Marko Krogsgaard  | 7     | 0   | 2   | 2     |
| Kenneth Danielsen | 7     | 1   | 0   | 1     |